# Contea di Jiexi
La contea di Jiexi (揭西县S, JiēxīP) è una contea della Cina, situata nella provincia del Guangdong e amministrata dalla prefettura di Jieyang.